# Зона Замфирова
Зона Замфирова је приповетка-роман, Стевана Сремца, која приказује Ниш крајем 19. века.
Дело Зона Замфирова, по писцу је приповетка, али по форми и разгранатој слици живота и људи у њему — роман. Ниш о коме пише Стеван Сремац је стари Ниш, сав од калдрме и увијених сокака. Реч је о Нишу тек ослобођеном од Турака у коме се препознаје патријархални морал старих и схватања неког младог и новог света.
Сремчево дело Зона Замфирова је љубавна прича о двоје младих који су се, и поред социјалних разлика које их деле, заволели. Кујунџија Мане заволео је Зону Замфирову, чорбаџијску ћерку. Мане је добар мајстор, али сиромах. Он се заљубио у Зону, али ту љубав крије, јер је Зона — Замфирова кћер — из богате и угледне куће.

## Напомена
- Према приповеци Стевана Сремца Зона Замфирова прављене су позоришне представе, ТВ емисије и филмови.
- Здравко Шотра је 2002. године режирао филм Зона Замфирова.[1]